# Ska-Punk

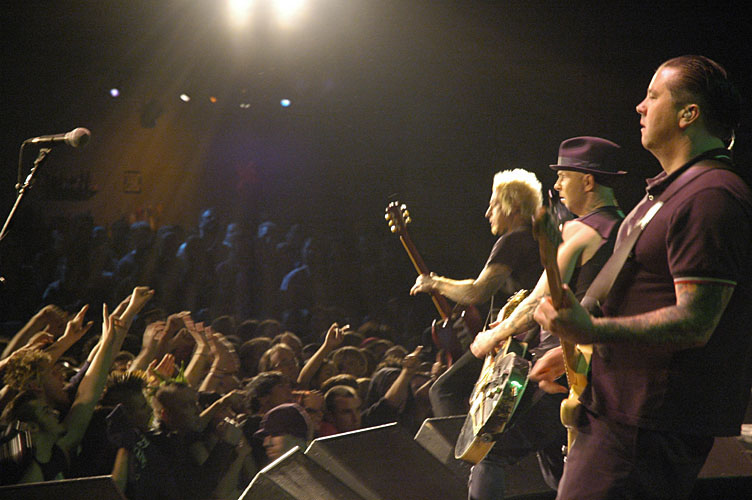
Rancid (2006)

Der Ska-Punk ist ein Crossover-Musikstil aus Ska und Punkrock. Ein Subgenre des Ska-Punk ist Skacore, bei dem Ska mit Hardcore Punk gemischt wird. Der Übergang zwischen beiden ist fließend.

## Beschreibung
Ska-Punk verbindet Punkrock mit Stilelementen des Ska, wie beispielsweise dem Einsatz von Bläsern oder dem Offbeat-Rhythmus. Die Spielarten von Ska-Punk sind unterschiedlich. Die mehr Punk-beeinflusste Variante beinhaltet meist ein schnelles Tempo, verzerrte Gitarrenklänge, im Rhythmus befindliche Einspielungen im klassischen Punk-Stil (oft im Refrain), rauer und geschriener Gesang.
Bei der mehr Ska-beeinflussten Variante des Ska-Punk werden die Instrumente meistens „sauberer“ gespielt; der Gesang ist hier wenig rau bis „normal“ (clean). Als Instrumente werden normalerweise E-Gitarre, E-Bass, Schlagzeug, Saxophon, Posaune, Trompete und andere Blasinstrumente benutzt. Aufgrund der Verbindung mit der Punk-Bewegung sind die Liedtexte traditionell politisch links anzusiedeln.

## Geschichte

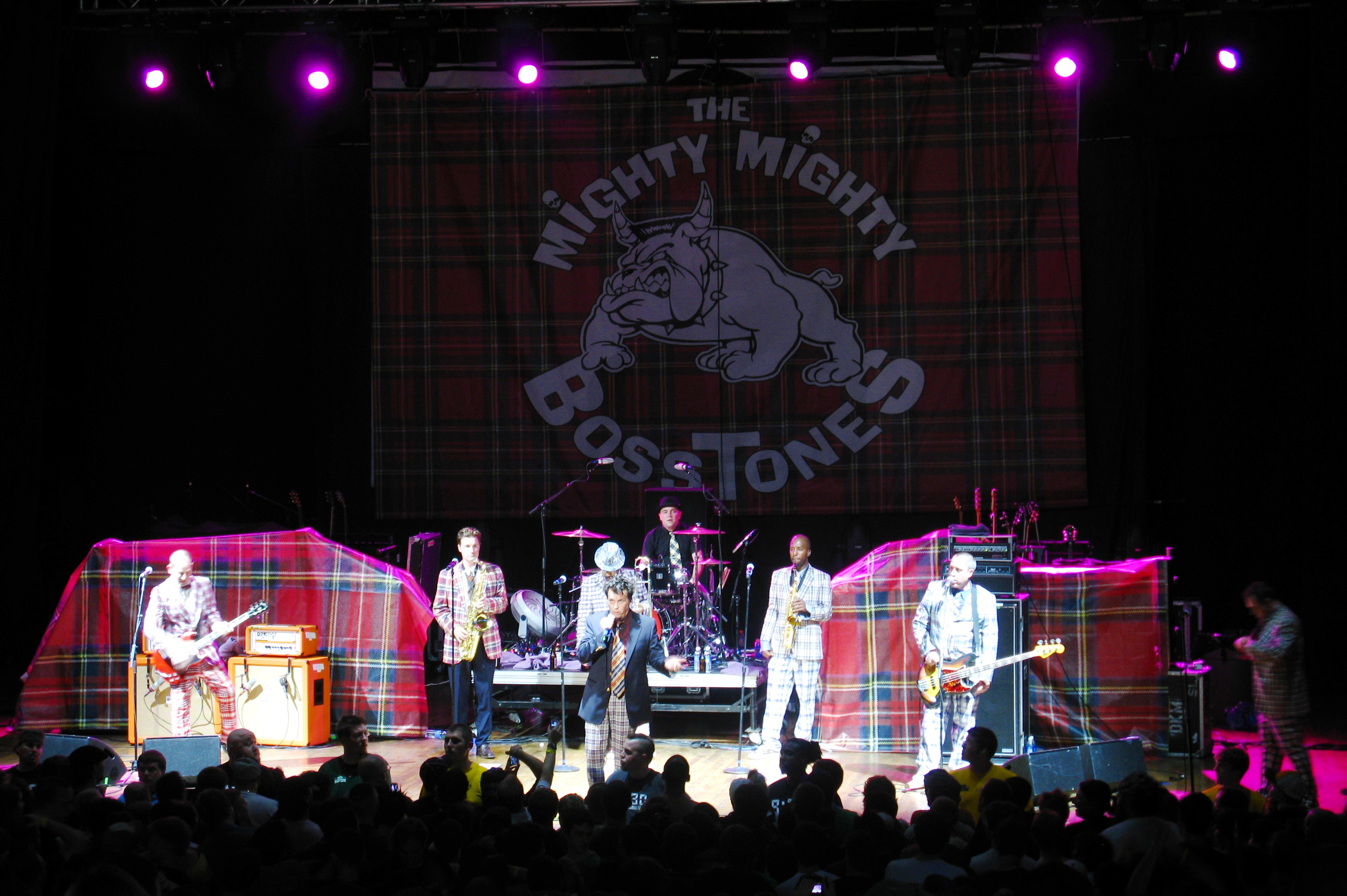
The Mighty Mighty Bosstones (2008)

In den späten 1970er Jahren wurden erstmals die Stilelemente des Ska und des Punk in der 2-tone-Bewegung kombiniert; erste Bands der Musikrichtung 2-tone waren beispielsweise The Specials, The Selecter oder The Beat.
Die Kombination der beiden Richtungen wurde während der Welle des Third-Wave-Ska in den 1980ern bekannter. Als die Bewegung des Third-Wave-Ska wuchs, wurden auch andere Spielarten ausprobiert. Ska-Punk entstand also aus dem Third-Wave-Ska, welcher deutlich schneller gespielt wurde, sowie Elementen des Punk.
Als eine der ersten Bands in den USA spielten Ende der 1980er Jahre Operation Ivy diese Stilrichtung. In Deutschland spielten Klischee bereits 1980 Punkrock mit starken Ska- und Calypso-Einflüssen. Populär wurde Ska-Punk in den 1990er Jahren vor allem in den USA durch Bands wie Five Iron Frenzy oder die Operation-Ivy-Nachfolgeband Rancid. Mitte der 1980er Jahre kreierte die Band The Mighty Mighty Bosstones den Skacore, indem sie Third-Wave-Ska mit Hardcore Punk mischte.
In den letzten Jahren haben die Texte jedoch immer mehr an Radikalität verloren und widmen sich ohne echte politische Hintergründe mehr dem Spaß und den Problemen von Jugendlichen. Zu sehen ist dies beispielsweise bei Less Than Jake oder Reel Big Fish. Andere populäre Gruppen wie The O.C. Supertones, Five Iron Frenzy und The Insyderz fallen durch christliche Texte auf. Hingegen sind Bands wie Ska-P, Mad Caddies und Citizen Fish dessen ungeachtet weiterhin links einzuordnen.

## Hörer
Die Hörer des Ska-Punk setzen sich nicht nur aus den Fans von Ska und Punkrock zusammen, dies ist teilweise eindeutig aus Konzerten des Genres zu erkennen. Die Anhänger tragen Kleidung aus den Bereichen Pop-Punk oder Skatepunk. Verwendet wird gerne auch das „Erkennungszeichen“ des Ska, das schwarz-weiße Schachbrettmuster. Gleichzeitig wurden in den 1990ern viele Teile des Kleidungsstils aus älteren Generationen des Ska „adoptiert“, beispielsweise schwarze Krawatte, weißes Hemd und Filzhut. Der Tanz auf den Konzerten enthält Elemente des Skanking und Pogo.

## Bekannte Bands

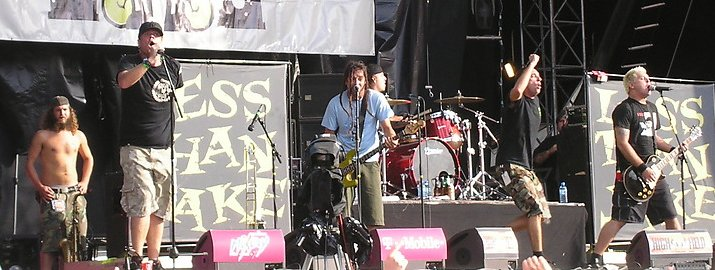
Less Than Jake (2006)

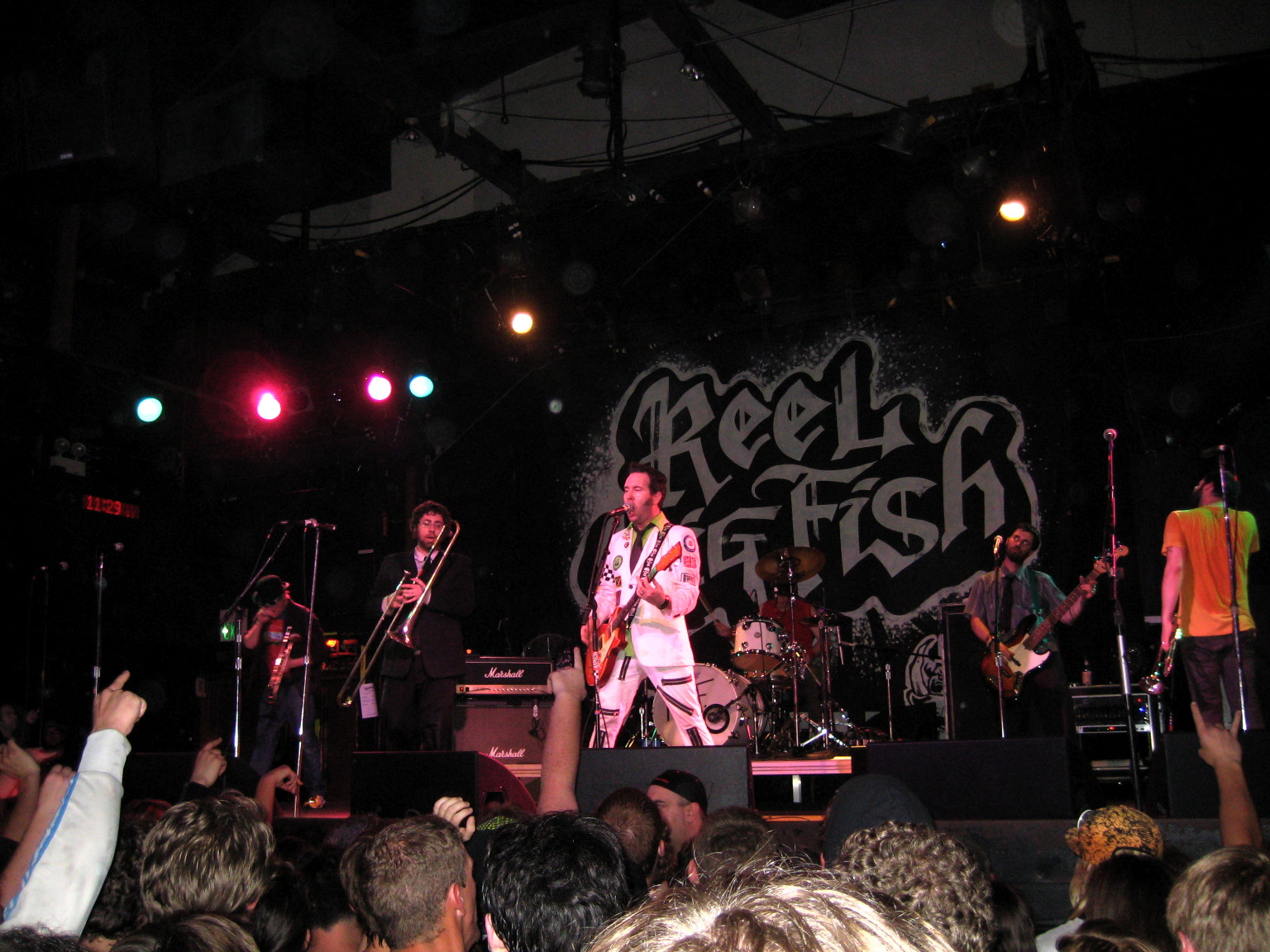
Reel Big Fish (2008)

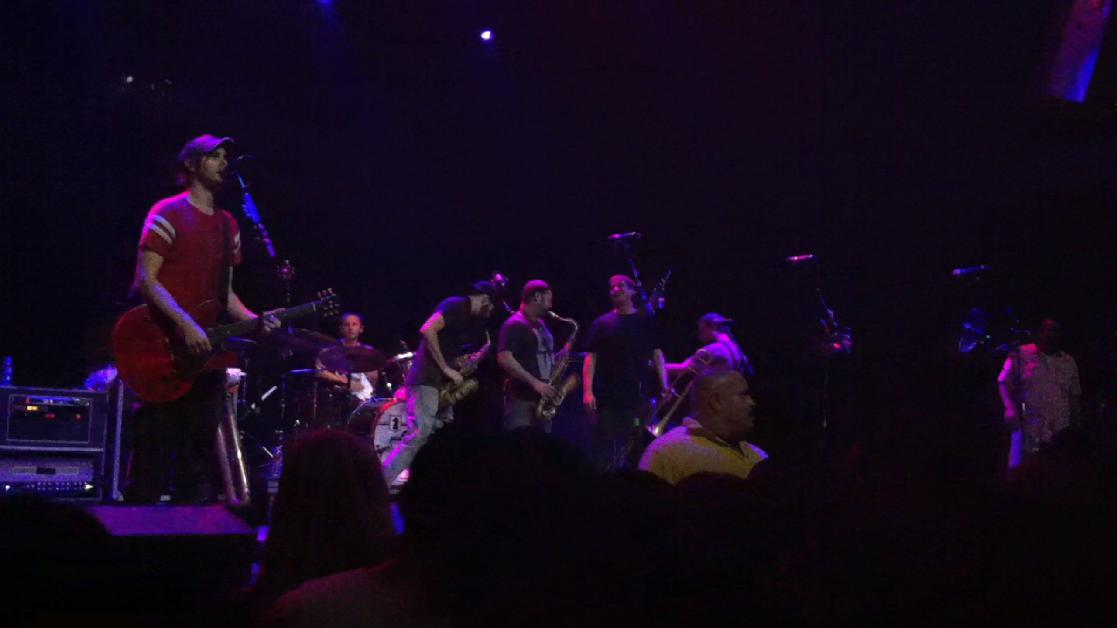
Streetlight Manifesto (2012)

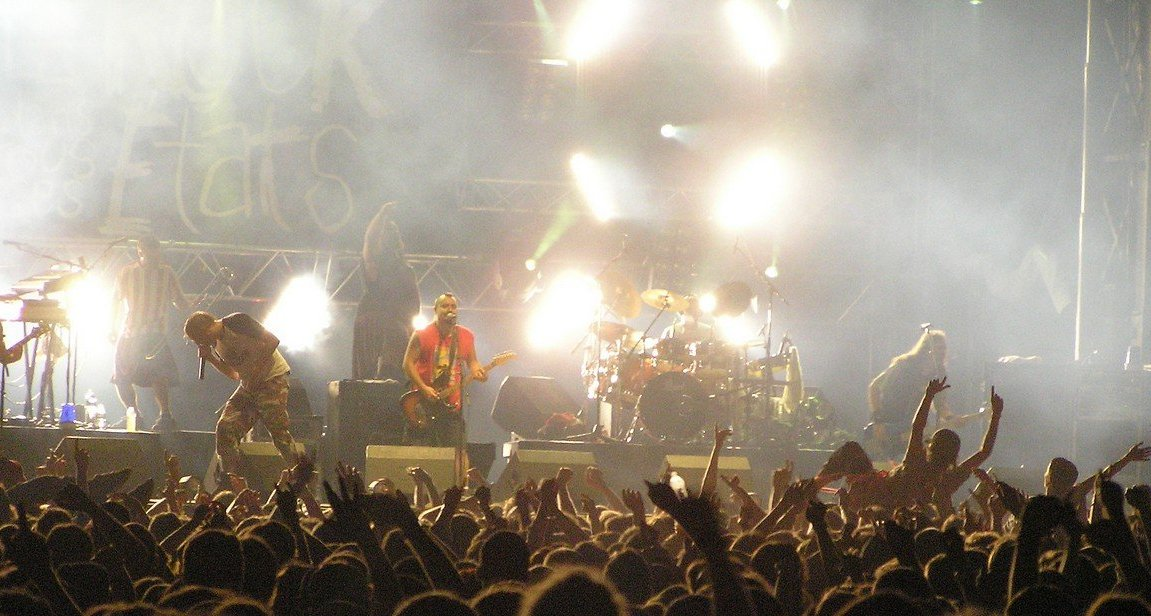
Ska-P (2005)

Zu den wichtigen Vertretern dieser Richtung zählen:
- aus den USA:
  - Agent 86
  - Big D and the Kids Table
  - Buck-O-Nine
  - Catch 22
  - Five Iron Frenzy
  - Less Than Jake
  - Mad Caddies
  - No Doubt
  - Rancid
  - Reel Big Fish
  - Streetlight Manifesto
  - Sublime
  - The Insyderz
  - The Interrupters
  - The Mighty Mighty Bosstones
  - The O.C. Supertones
  - The Slackers
  - The Suicide Machines
- aus Europa:
  - Athena (aus der Türkei)
  - Bad Manners (aus London, England)
  - Banda Bassotti (aus Rom, Italien)
  - Citizen Fish (aus England)
  - Distemper (aus Russland)
  - Guadalajara (aus Österreich)
  - Kortatu (aus dem Baskenland)
  - La Ruda (aus Frankreich)
  - Leningrad (aus Russland)
  - Nguru (aus Chur, Schweiz)
  - Persiana Jones (aus Italien)
  - Ramazuri (aus Österreich)
  - Rude Tins (aus der Schweiz)
  - Russkaja (aus Russland/Österreich)
  - Ska-P (aus Spanien)
  - Skaladdin (aus Hinterkappelen, Schweiz)
  - Spitfire (aus Russland)
  - Talco (aus Marghera, Italien)
  - The Flying Goats (aus Deutschland)
  - The Locos (aus Spanien)
  - The Clash (aus England)
  - Ya Basta! (aus Frankreich)
- aus Deutschland
  - Bad Nenndorf Boys (aus Bad Nenndorf)
  - beNUTS (aus München)
  - Brainless Wankers (aus Berlin)
  - Broilers (aus Düsseldorf)
  - Dr. Ring Ding Ska-Vaganza
  - Evil Cavies (aus Friedberg (Hessen))
  - Farin Urlaub Racing Team (aus Berlin)
  - Feine Sahne Fischfilet (aus Mecklenburg-Vorpommern)
  - Frau Doktor (aus Wiesbaden)
  - Hammerhai (aus Hannover)
  - No Respect (aus Göttingen)
  - Oxo86 (aus Bernau bei Berlin)
  - Rantanplan (aus Hamburg)
  - Riot Company (aus Hildesheim)
  - Skafield (aus Schwarzenholz)
  - Ska-T (aus Berlin/Potsdam/Harz)
  - Sondaschule (aus Oberhausen/Mülheim an der Ruhr)
  - The Bandgeek Mafia (aus Trier)
  - The Busters (aus Wiesloch)
  - The Prosecution (aus Abensberg)
  - The Skatoons (aus Hamburg)
  - Tiefenrausch (aus Berlin)
  - Wisecräcker (aus Hannover)
- und aus Mittelamerika/Südamerika:
  - Asesinos Cereales (aus Argentinien)
  - La Vela Puerca (aus Uruguay)
  - Maldita Vecindad y los Hijos del Quinto Patio
  - Tijuana No!